# Jens Jørgen Hansen
Jens Jørgen Hansen (Struer, 4 gennaio 1939 – Struer, 2 gennaio 2022) è stato un calciatore danese, di ruolo difensore.

## Palmarès

### Giocatore

#### Competizioni nazionali
- Campionato danese: 4

Esbjerg: 1961, 1962, 1963, 1965
- Coppa di Danimarca: 1

Esbjerg: 1963-1964